# 高師町 (豊橋市)
高師町（たかしちょう）は、愛知県豊橋市の地名。

## 地理

### 字一覧
- 奥山田（おくやまだ）[WEB 4]
- 小野（おの）[WEB 4]
- 北新切（きたしんきり）[WEB 4]
- 北原（きたはら）[WEB 4]
- 清水（しみず）[WEB 4]
- 水神（すいじん）[WEB 4]
- 西沢（にしざわ）[WEB 4]
- 丸田（まるだ）[WEB 4]

## 歴史

### 人口の変遷
国勢調査による人口および世帯数の推移。
| 1995年（平成7年）  | 1423世帯 3733人 |  |
| 2000年（平成12年） | 1536世帯 3893人 |  |
| 2005年（平成17年） | 1646世帯 3984人 |  |
| 2010年（平成22年） | 1610世帯 3787人 |  |
| 2015年（平成27年） | 1472世帯 3420人 |  |

### 沿革
- 平安時代 - この頃には高蘆郷として所在[1]。『和名抄』には三河国渥美郡六郷のうちとある[1]。読みは、東急本では「多加之」、高山寺本では「太加之」と差異がみられる[1]。現代の地名では豊橋市高師町のほか、同市天伯町・二川町を含んだ地域に比定されている[1]。
- 鎌倉時代から戦国時代 - 渥美郡に高師御厨として記録にみえる[1]。比定地には諸説ある[1]。また、高師郷も別に所在した[1]。比定地としては、高師町のほか、上野町の周辺が含まれる[2]。
- 江戸時代 - 三河国渥美郡高足村として所在[2]。吉田藩領[2]。
- 1878年（明治11年） - 渥美郡高師村の一部となる[2]。高足村のほか、森田新田・藤並新田・高足原尾先新田・芦原新田・高足新新田の合併により成立した[2]。
- 1889年（明治22年） - 市制町村制による高師村に移行[2]。
- 1906年（明治39年） - 従来の高師村に福岡村・磯辺村・植田村・野依村・大崎村が併合されたのに伴い、高師村大字高師が成立[2]。
- 1932年（昭和7年） - 豊橋市編入に伴い、同市北丘町・高師石塚町・町畑町・牧野町・北山町・岩屋町・西口町・藤並町・高田町・浜道町・三本木町・上野町・高師本郷町・畑ケ田町・二本松町・高船町・西浦町・芦原町・高師町・天伯町・南栄町が成立[2]。豊橋市高師町は、渥美郡高師村大字高師の一部により成立[2]。
- 1953年（昭和28年）・1958年（昭和33年） - 一部が藤並町・浜道町・三本木町・上野町・牧野町・弥生町・西幸町・東幸町・曙町に編入される[2]。

## 交通
- JR東海道本線[3]
- 東海道新幹線[3]
- 国道259号[3]
- 豊橋鉄道渥美線高師駅[3]
- 愛知県道伊古部南栄線[3]

## 施設
- 豊橋くすのき学園[3]
- 豊橋若草育成園[3]
- 岩西保育園[3]
- 豊橋ゆたか学園[3]
- 豊橋ちぎり寮[3]
- 市営西口団地[3]
- 県営西口団地[3]
- 愛知県立保育大学校[3]
- 岩西小なかよし農園[3]
- 豊橋市生活家庭館[3]
- 高師緑地公園[3]
- 高部神社[3]
- 南部老人センター[3]

### WEB
1. ↑  “愛知県豊橋市の町丁・字一覧”.   人口統計ラボ. 2023年4月13日閲覧。
2. ↑  総務省統計局 (2017年1月27日). “平成27年国勢調査の調査結果(e-Stat) - 男女別人口及び世帯数 －町丁・字等” (CSV). 2021年7月21日閲覧。
3. ↑  “市外局番の一覧” (PDF).   総務省 (2022年3月1日). 2022年3月22日閲覧。
4. 1 2 3 4 5 6 7 8  “愛知県豊橋市 住所一覧から地図を検索”.   ONE COMPATH. 2023年8月17日閲覧。
5. ↑  総務省統計局 (2014年3月28日). “平成7年国勢調査の調査結果(e-Stat) - 男女別人口及び世帯数 －町丁・字等” (CSV). 2021年7月20日閲覧。
6. ↑  総務省統計局 (2014年5月30日). “平成12年国勢調査の調査結果(e-Stat) - 男女別人口及び世帯数 －町丁・字等” (CSV). 2021年7月20日閲覧。
7. ↑  総務省統計局 (2014年6月27日). “平成17年国勢調査の調査結果(e-Stat) - 男女別人口及び世帯数 －町丁・字等” (CSV). 2021年7月21日閲覧。
8. ↑  総務省統計局 (2012年1月20日). “平成22年国勢調査の調査結果(e-Stat) - 男女別人口及び世帯数 －町丁・字等” (CSV). 2021年7月21日閲覧。
9. ↑  総務省統計局 (2017年1月27日). “平成27年国勢調査の調査結果(e-Stat) - 男女別人口及び世帯数 －町丁・字等” (CSV). 2021年7月21日閲覧。

### 書籍
1. 1 2 3 4 5 6 7  「角川日本地名大辞典」編纂委員会 1989, p. 772.
2. 1 2 3 4 5 6 7 8 9 10  「角川日本地名大辞典」編纂委員会 1989, p. 773.
3. 1 2 3 4 5 6 7 8 9 10 11 12 13 14 15 16 17 18  「角川日本地名大辞典」編纂委員会 1989, p. 1789.